# Piotr Wlazło
Piotr Wlazło (Radom, 1989. június 3. –) lengyel labdarúgó, a Stal Mielec középpályása.

## Pályafutása
Wlazło a lengyelországi Radom városában született.
2011-ben mutatkozott be a Widzew Łódź felnőtt csapatában. 2012-ben a Radomiakhoz, majd 2013-ban a Wisła Płockhoz igazolt.
2017 augusztusában az első osztályban szereplő Jagiellonia Białystok szerződtette. Először a 2017. augusztus 26-ai, Piast Gliwice ellen 1–0-ra elvesztett mérkőzésen lépett pályára. Első gólját 2017. szeptember 9-én, a Cracovia ellen 1–1-es döntetlennel zárult találkozón szerezte meg. 2018-ban a másodosztályú Nieciecza csapatához igazolt. 2018. október 19-én, a Garbarnia Kraków ellen 3–1-ás győzelemmel zárult bajnoki félidejében Samuel Štefánikot váltva debütált, majd a 88. percben egy teljesített büntetővel meg is szerezte első gólját a klub színeiben. A 2020–21-es szezonban feljutottak az Ekstraklasaba.
2022. július 1-jén kétéves szerződést kötött a Stal Mielec együttesével. Először 2022. július 16-án, a címvédő Lech Poznań ellen 2–0-ra megnyert mérkőzésen lépett pályára, majd 14 perc elteltével megszerezte első gólját a klub színeiben.

## Statisztikák
2023. február 10. szerint
| Klub                  | Szezon   | Osztály     | Bajnokság | Bajnokság | Kupa és Ligakupa | Kupa és Ligakupa | Nemzetközi | Nemzetközi | Összesen | Összesen |
| Klub                  | Szezon   | Osztály     | Meccs     | Gól       | Meccs            | Gól              | Meccs      | Gól        | Meccs    | Gól      |
| --------------------- | -------- | ----------- | --------- | --------- | ---------------- | ---------------- | ---------- | ---------- | -------- | -------- |
| Jagiellonia Białystok | 2017–18  | Ekstraklasa | 25        | 2         | 0                | 0                | —          | —          | 25       | 2        |
| Jagiellonia Białystok | 2018–19  | Ekstraklasa | 1         | 0         | 0                | 0                | —          | —          | 1        | 0        |
| Jagiellonia Białystok | Összesen | Összesen    | 26        | 2         | 0                | 0                | 0          | 0          | 26       | 2        |
| Nieciecza             | 2018–19  | I Liga      | 20        | 4         | 1                | 0                | —          | —          | 21       | 4        |
| Nieciecza             | 2019–20  | I Liga      | 33        | 9         | 0                | 0                | —          | —          | 33       | 9        |
| Nieciecza             | 2020–21  | I Liga      | 28        | 6         | 2                | 3                | —          | —          | 30       | 9        |
| Nieciecza             | 2021–22  | Ekstraklasa | 30        | 9         | 3                | 1                | —          | —          | 33       | 10       |
| Nieciecza             | Összesen | Összesen    | 111       | 28        | 6                | 4                | 0          | 0          | 117      | 32       |
| Stal Mielec           | 2022–23  | Ekstraklasa | 20        | 4         | 1                | 0                | —          | —          | 21       | 4        |
| Összesen              | Összesen | Összesen    | 157       | 34        | 7                | 4                | 0          | 0          | 164      | 38       |

## Sikerei, díjai
Jagiellonia Białystok
- Ekstraklasa
  - Ezüstérmes (1): 2017–18

Nieciecza
- I Liga
  - Feljutó (1): 2020–21